# باول واشنطن
باول واشنطن (بالإنجليزية: Paul Washington)‏ هو قسيس أمريكي، ولد في 1921، وتوفي في 2002.